# Lago Pungá
Lago Pungá är en sjö i Brasilien.   Den ligger i delstaten Amazonas, i den västra delen av landet, 2 400 km nordväst om huvudstaden Brasília. Lago Pungá ligger 60 meter över havet. Arean är 4,3 kvadratkilometer. Den sträcker sig 6,1 kilometer i nord-sydlig riktning, och 3,2 kilometer i öst-västlig riktning.
I omgivningarna runt Lago Pungá växer i huvudsak städsegrön lövskog. Trakten runt Lago Pungá är nära nog obefolkad, med mindre än två invånare per kvadratkilometer.